# Vincenzio Russo
Vincenzio (Vincenzo) Russo (Palma Campania, 16 giugno 1770 – Napoli, 19 novembre 1799) è stato un patriota e politico italiano, uno dei principali esponenti del giacobinismo.

## Biografia
Vincenzo Russo nasce a Palma il 16 giugno 1770 nella casa ancora attualmente ubicata al civico 11 di via Vicoletto Russo. Ha studiato dapprima a Nola e poi si è laureato in giurisprudenza a Napoli. Aderì ai principi giacobini di Robespierre, entrò nelle società segrete Club rivoluzionario e Società Patriottica Napoletana e fece parte della massoneria. In queste sedi, egli evidenziò la necessità della lotta armata e rivoluzionaria da attuare contro lo stato borbonico per dare potere e diritti ai più deboli. Queste idee "protocomuniste" gli costarono l'esilio.
L'entusiasmo causatogli dalla Rivoluzione francese lo convinse a fuggire prima a Milano, poi in Svizzera ed infine a Roma, dove sostenne la Repubblica Romana grazie all'alleanza con i francesi. In questo periodo egli fu protagonista della vita culturale della capitale, animando l'attività dei circoli democratici, con ardenti conferenze e scrivendo sui nuovi giornali.
Fu tra coloro che spinsero i francesi a proclamare la repubblica anche nel Mezzogiorno, e nella neoproclamata Repubblica Napoletana egli collaborò al Monitore napoletano, il giornale diretto da Eleonora Pimentel Fonseca e scese spesso a parlare fra il popolo. La Repubblica aveva però i giorni contati. Le armate "Sanfediste" guidate dal cardinale Fabrizio Ruffo, al servizio dei Borbone, sostenute in particolare dagli inglesi e appoggiate dalla sollevazione dei "lazzari" (anche detti lazzaroni, ovvero la plebe fedele al re), passarono al contrattacco. Russo venne preso con le armi in mano il 13 giugno e giustiziato il 19 novembre 1799, a soli 29 anni: venne infatti impiccato in Piazza del Mercato, a Napoli. Da quel momento, egli divenne un martire del giacobinismo italiano. Il suo corpo fu tumulato nella Chiesa di San Matteo Maggiore al Lavinaio.

## Pensieri politici
Nel sistema politico-sociale enunciato nei Pensieri politici, unica opera di Vincenzo Russo pubblicata a Roma nel 1798 (di lui rimangono poi solo articoli e discorsi), egli vagheggiava l'ideale di una repubblica contadina forte di giustizia e di barbarie, il cui l'egualitarismo andava persino oltre quello di Louis Saint-Just, indicando nell'usufrutto a termine di un pezzo di terra di proprietà della comunità, e non nella piccola proprietà ereditaria, lo strumento per garantire a ciascuno l'indipendenza. Consultando nelle cose stesse della verità, Russo stabilì il limite della proprietà legittima nel solo soddisfacimento dei bisogni primari, il fondamento della legge nell'identificazione di questa con il "calcolo" di ciascuno e quello dell'uguaglianza nell'indipendenza del singolo. Altresì, l'eguaglianza economica era però per Russo la base per un'autentica eguaglianza politica, la quale, per poter realizzarsi, doveva basarsi su piccole comunità in qualche modo corrispondenti alla polis greca: suggestione che gli veniva sia da Platone che da Jean-Jacques Rousseau, ambedue assertori della necessità di non ampliare le dimensioni della città per poter garantire l'effettiva partecipazione di tutti i cittadini alla vita politica. Infine, perché tutti potessero partecipare consapevolmente alla gestione della comunità, era necessario rendere pubblica e generale l'istruzione.
Quella di Russo, per lo stretto legame tra proprietà terriera e consapevolezza politica, prende perciò l'aspetto di una "repubblica di contadini filosofi". Russo rifiuta così lo sviluppo industriale e il commercio, che avrebbero determinato l'uno condizioni insalubri di vita per i lavoratori e l'altro avidità di sempre più lauti guadagni a discapito di una sobria e onesta vita. Sono a questo riguardo fondamentali i paragrafi XXIII-XXIV-XXV dei suoi Pensieri politici, rispettivamente intitolati "Commercio", "Agricoltura" e "Città".